# Henry Le Vesconte
Henry Thomas Dundas Le Vesconte, né en 1813 à Netherton (Devon) et mort près de l'île du Roi-Guillaume entre 1846 et 1848, est un officier de marine britannique.

## Biographie
Henry Le Vesconte est issu d'une famille d'origine française. Il est le garçon des quatre enfants de Sarah née Wills et de Henry Le Vesconte. Son père est un officier de la Royal Navy.
Entré dans la Royal Navy le 19 mai 1829, il rejoint le Herald comme volontaire de première classe, puis le Britannia le 22 novembre 1831 et est nommé midshipman le 15 mars 1832. Il est transféré sur la frégate Endymion en décembre 1834, servant sur elle jusqu'en 1836 sous les ordres du capitaine Samuel Roberts. Promu lieutenant en 1835, il prend part à la première guerre de l'opium et sert ensuite dans les mers de l'est de l'Inde et sur les côtes de l'Afrique.

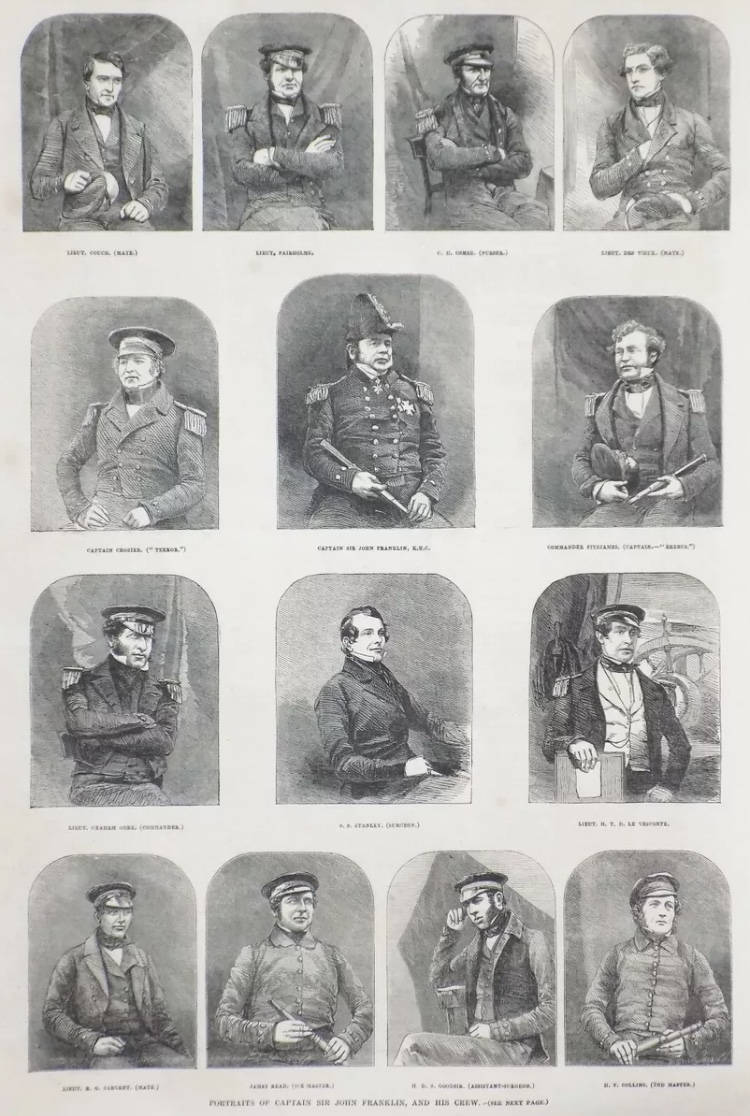
Sir John Franklin et ses officiers - Le Vesconte est le troisième à droite) - The Illustrated London News (1845)

En 1842, il est choisi comme second lieutenant de James Fitzjames sur l'Erebus. Lors de l'expédition arctique de sir John Franklin, il est recommandé par Fitz-James et entre ainsi à son bord.
Il disparait comme tous les membres de l'expédition entre 1846 et 1848.
Un chronomètre de poche marqué « Parkinson & Frodsham 980 » signé par Le Vesconte est trouvé par l'équipe de traîneau de William R. Hobson, de l'expédition de recherche McClintock, le 24 mai 1859 à un endroit où l'un des bateaux des navires a été découvert sur la côte de la baie d'Erebus sur l'île du Roi-Guillaume. Il était placé près d'un ensemble de restes humains, dans la poche de pantalon du squelette.
Le journal personnel de Le Vesconte, écrit rétrospectivement de son séjour sur la côte chinoise à bord des HMS Calliope, Cornwallis et Clio pendant la période de janvier 1841 à octobre 1844, se trouve dans la collection du National Maritime Museum.
En explorant la péninsule de Boothia en 1854, l'expédition de recherche dirigée par John Rae a pris contact avec des Inuits à Repulse Bay, auprès desquels il a obtenu de nombreuses informations sur le sort de l'expédition Franklin,. Du même groupe d'Inuit Rae a récupéré quatre fourchettes de table qui avaient appartenu à Le Vesconte. En mars 1859, Francis McClintock et son expédition trouvent au cap Victoria, une cuiller à dessert qui a également appartenu à Le Vesconte. Ils découvrent une cuiller similaire en mai 1859. Ceux-ci font également partie de la collection du National Maritime Museum.
Entre 1859 et 1949, des restes de squelettes représentant au moins 30 individus ont été découverts sur l'île du Roi-Guillaume. En 1869, l'explorateur américain Charles Francis Hall a été emmené par les Inuits voir une tombe peu profonde sur l'île du Roi-Guillaume, contenant des restes squelettiques bien conservés et des fragments de vêtements que l'on pense être ceux d'un officier en raison des restes d'un gilet en soie dans lequel le corps a été vêtu et une obturation dentaire en or. Ces restes ont été rapatriés et enterrés sous le Franklin Memorial au Greenwich Old Royal Naval College de Londres. Après examen par le biologiste Thomas Henry Huxley, l'Amirauté conclut que les restes sont ceux de Le Vesconte.
Un réexamen ultérieur en 2009 du squelette conclut qu'il pourrait en réalité être celui d'un autre officier, Harry Goodsir (en). Les données sur les isotopes de strontium et d'oxygène de l'émail des dents correspondent à une éducation dans l'est de l'Écosse (Goodsir était originaire d'Anstruther) plutôt qu'à celle de Le Vesconte. Un autre indice suggérant qu'il pourrait s'agir des restes de Goodsir est un plombage en or dans une dent prémolaire, inhabituel à l'époque. La famille de Goodsir était amie avec celle de Robert Nasmyth (en), un dentiste d'Édimbourg,,.
Enfin, basé sur l'analyse de l'ADN avec des descendants vivants, le squelette de l'officier trouvé sur l'île du Roi-Guillaume (échantillon NhLh-12:18) n'appartient pas à Le Vesconte.

## Hommages
- Jules Verne le mentionne dans son roman Les Aventures du capitaine Hatteras (partie 1, chapitre XVII)[20].
- La pointe Le Vesconte sur la côte sud-ouest de l'île Baillie-Hamilton et une autre pointe du même nom sur la côte ouest de l'île du Roi-Guillaume, portent son nom[7].
- Le Vesconte apparaît comme personnage dans le roman de 2007, The Terror de Dan Simmons, un récit fictif de l'Expédition Franklin, ainsi que dans l'adaptation télévisée de 2018, où son rôle est joué par Declan Hannigan.